# Acalypha villicaulis
Acalypha villicaulis é uma espécie de flor do gênero Acalypha, pertencente à família Euphorbiaceae.